# Jaunisse de l'aster
La  jaunisse de l'aster (en anglais Aster yellows) est une maladie des plantes chronique et systémique provoquée par un micro-organisme semblable à une bactérie appelé phytoplasme. Cette maladie est largement répandue en Amérique en Europe et en Asie, dans toutes les régions où la température de l'air est supérieure à 32 °C. 
Le phytoplasme de la jaunisse de l'aster (AYP, acronyme de aster yellows phytoplasma) affecte environ 300 espèces appartenant à 38 familles de plantes dicotylédones, principalement chez les Asteraceae (famille de l'Aster). 
Les symptômes sont variables et peuvent inclure la phyllodie, la virescence, la chlorose, le rabougrissement et la stérilité des fleurs.
Le principal vecteur est une cicadelle, Macrosteles quadrilineatus, qui transmet le phytoplasme de la jaunisse de l'aster d'une plante à l'autre.
Son impact économique est surtout ressenti dans la culture de la carotte (Daucus carota ssp. sativus) ainsi que dans les pépinières.
Il n'existe pas de méthode curative pour soigner les plantes infectées par la jaunisse de l'Aster.
Les plantes infectées doivent être éliminées immédiatement pour limiter la diffusion continue du phytoplasme vers d'autres plantes sensibles.
Toutefois, dans des milieux agricoles comme les champs de carottes, l'application d'insecticides chimiques peut réduire le taux d'infection en tuant l'insecte vecteur.

## Hôtes et symptômes

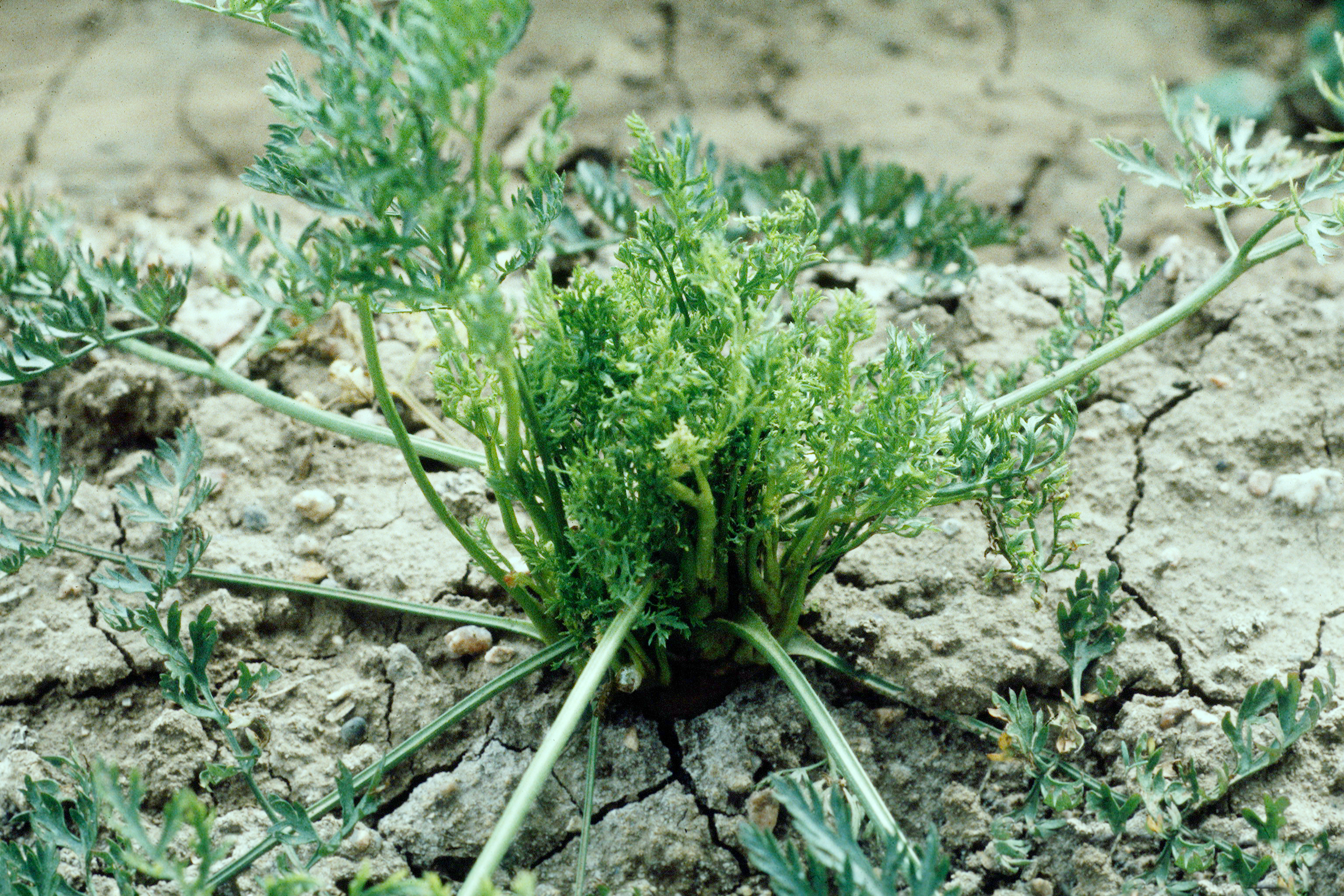
« Balai de sorcière » sur un plant de carotte infecté.

La jaunisse de l'aster affecte une longue liste d'espèces de plantes, dont des plantes sauvages, et des plantes cultivées, ornementales ou légumes.
La plus importante famille affectée est celle des Asteraceae, avec des plantes ornementales couramment infectées comme les asters, tagètes, coréopsis et le genre Echinacea.
Chez les légumes cultivés, les plus sensibles sont les oignons, laitues, céleris et carottes, ces dernières subissant les pertes les plus importantes.
Il y a toute une gamme de symptômes caractéristiques qui varient en fonction de la souche du phytoplasme, l'époque de l'infection, l'espèce de plante, la température, l'âge et la taille de la plante.  
Les symptômes peuvent être confondus avec des dégâts dus aux herbicides.  
Ils comprennent le jaunissement des nervures jusqu'à ce que la feuille devienne totalement chlorotique, le rabougrissement, la déformation, la virescence (verdissement des fleurs), la phyllodie (développement des pétales floraux en forme de feuilles), le rougissement du feuillage, la réduction du système racinaire et la stérilité,.
La jaunisse de l'aster ne tue généralement pas les plantes vivaces.
Les symptômes caractéristiques spécifiques de la carotte sont le jaunissement initial des nervures et la chlorose, suivis par l'émission de nombreuses pousses adventices, dont le sommet ressemble un « balai de sorcière ».   
Les entre-nœuds de ces pousses sont courts, de même que les pétioles des feuilles.  
Les jeunes feuilles sont plus petites et se dessèchent tandis que les pétioles des feuilles plus âgées se tordent et cassent. 
Toutes les feuilles anciennes restantes virent au bronze ou au rouge en fin de saison.  
les pièces florales sont déformées et les racines sont plus petites, malformées et portent des racines secondaires laineuses.
Les racines de la carotte sont prédisposées à la pourriture molle au champ et en période de stockage et ont une saveur désagréable pour le consommateur.

## Cycle de la maladie
La jaunisse de l'aster est une maladie causée par le phytoplasme de la jaunisse de l'aster (AYP) qui est un micro-organisme semblable à une bactérie, limité au phloème, et transmis par la cicadelle de l'aster, Macrosteles quadrilineatus, insecte suceur de l'ordre des hémiptères, se nourrissant du phloème.
Les phytoplasmes sont de petits procaryotes (de 0,5 à 1 micromètre de diamètre) qui se reproduisent par division ou bourgeonnement dans les tubes criblés du phloème des plantes-hôtes ainsi que dans le corps des insectes vecteurs.
Actuellement, l'AYP ne peut être cultivé dans des milieux acellulaires, ce qui en complique quelque peu l'étude détaillée.
Point intéressant, l'AYP a la capacité d'accroître la fécondité et la durée de vie des insectes vecteurs, augmentant ainsi leur capacité à transmettre l'AYP de plante en plante.
L'AYPE survit dans des adventices vivaces, des plantes ornementales et maraîchères. Les plantes sauvages hôtes sont par exemple les chardons, la carotte sauvage, le pissenlit, la pâquerette, les rudbeckies, et le grand plantain.

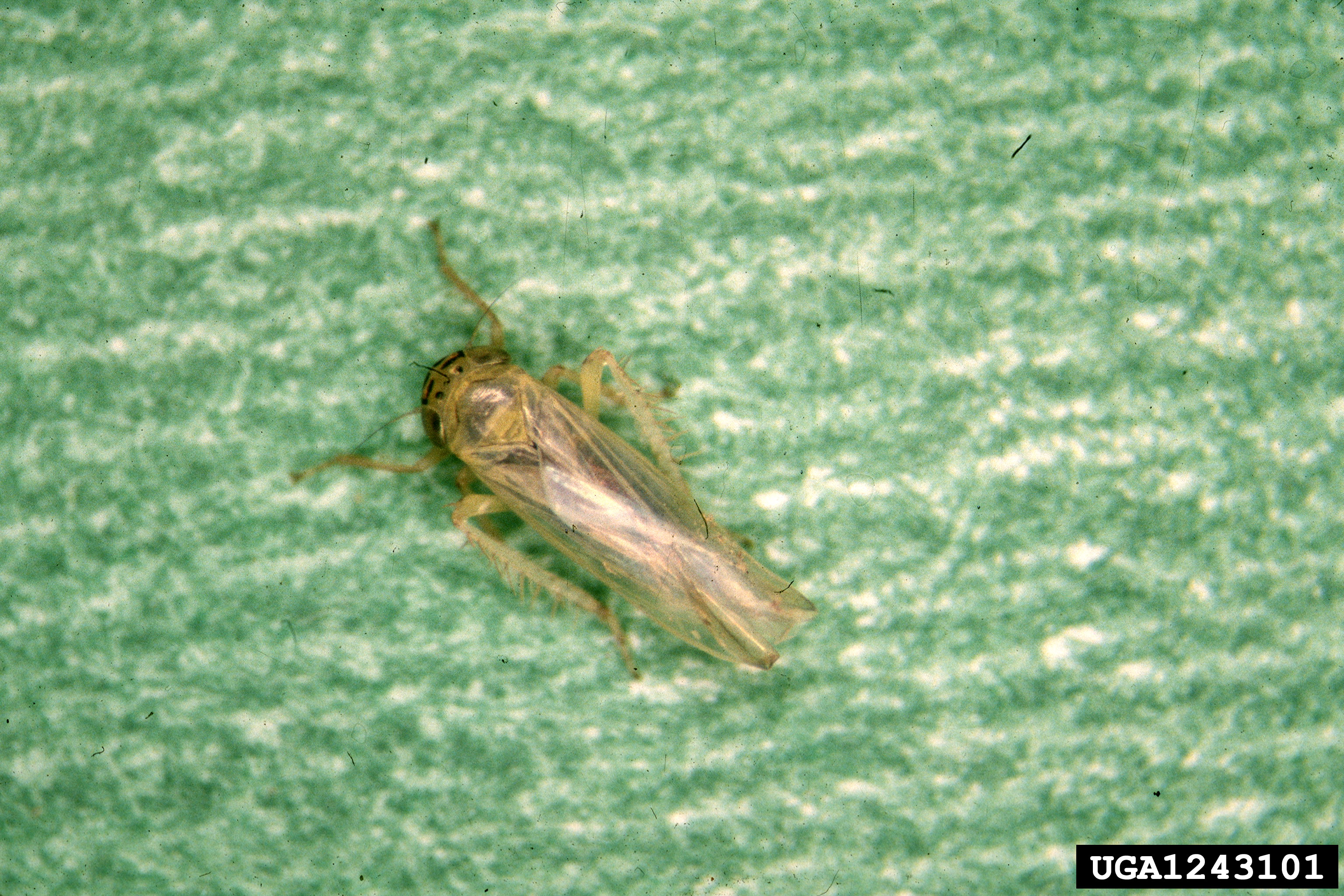
Cicadelle de l'aster.

La cicadelle-vecteur se nourrit en suçant les cellules du phloème de plantes infectées par la jaunisse de l'aster grâce à une pièce buccale en forme de paille, le stylet.  
Lorsque le phytoplasme est acquis, il s'ensuit une période d'incubation pendant laquelle il se multiplie dans le corps de la cicadelle avant de rejoindre les glandes salivaires.  
Dès lors, le phytoplasme peut être transmis à un nouvel hôte par l'intermédiaire de la salive quand la cicadelle se nourrit.
Dans un délai de 8 à 24 heures après l'inoculation, le phytoplasme quitte la feuille et se répand dans le phloème de la plante hôte.
Les cellules adjacentes au phloème s'élargissent et meurent tandis que les cellules survivantes commencent à se diviser, mais meurent rapidement aussi.
Les cellules environnantes dans la région nécrosée commencent à se diviser et à s'élargir, produisant des tubes criblés anormaux, tandis que les éléments du phloème dans les zones nécrosées dégénèrent et s'effondrent.  
Les plantes infectées montrent généralement des symptômes après 8 à 9 jours à 25 degrés Celsius et 18 jours à 20 degrés Celsius, aucun symptôme n'apparaissant à 10 degrés Celsius.

## Environnement
Peu de conditions ont un impact direct sur le développement de la jaunisse de l'aster, mais il existe quelques facteurs indirects qui influencent fortement le taux de transmission par les cicadelles. 
Les conditions qui favorisent les déplacements et la diffusion des cicadelles, et encouragent leur nourrissage, contribuent à la diffusion du phytoplasme.
En Amérique du Nord, la migration transcontinentale commence au printemps quand les vents dominants et les courants-jets aident les cicadelles à se déplacer depuis leurs sites d'hivernage dans le sud des États-Unis vers le Midwest . Dès leur arrivée dans le Midwest, elles commencent à se nourrir. Les cicadelles peuvent avoir migré dans la région en étant déjà porteuses du phytoplasme, qu'elles peuvent avoir acquis de plantes infectées en cours de migration ou pendant leur phase de repos dans le sud.
Les cicadelles peuvent aussi arriver exemptes de phytoplasme. Si c'est le cas, elles peuvent se nourrir sur des plantes vivaces infectées et acquérir ainsi l'AYP.
Les conditions météorologiques influencent fortement le vol, naturellement médiocre, des cicadelles. 
Les températures inférieures à 15 °C ou les pluies  interrompent temporairement leur migration et retardent le moment de l'infection.
Les cicadelles se nourrissent ensuite tout au long de l'été jusqu'à leur migration de retour vers les sites d'hivernage à l'automne.
Les conditions météorologiques de la région influencent aussi fortement le mode d'alimentation des cicadelles. 
Si le temps est chaud et sec, les plantes ne sont pas aussi luxuriantes et nourrissantes pour des cicadelles qui s'alimentent sur le phloème, alors que des conditions pluvieuses permettent aux plantes de croître beaucoup plus. 
Cela signifie que des conditions chaudes et sèches sont moins favorables à la diffusion de la jaunisse de l'aster que des périodes de pluies abondantes.
Dans les États de l'ouest des États-Unis, les cicadelles ne migrent pas.  Cela permet la transmission du phytoplasme tout au long de l'année.

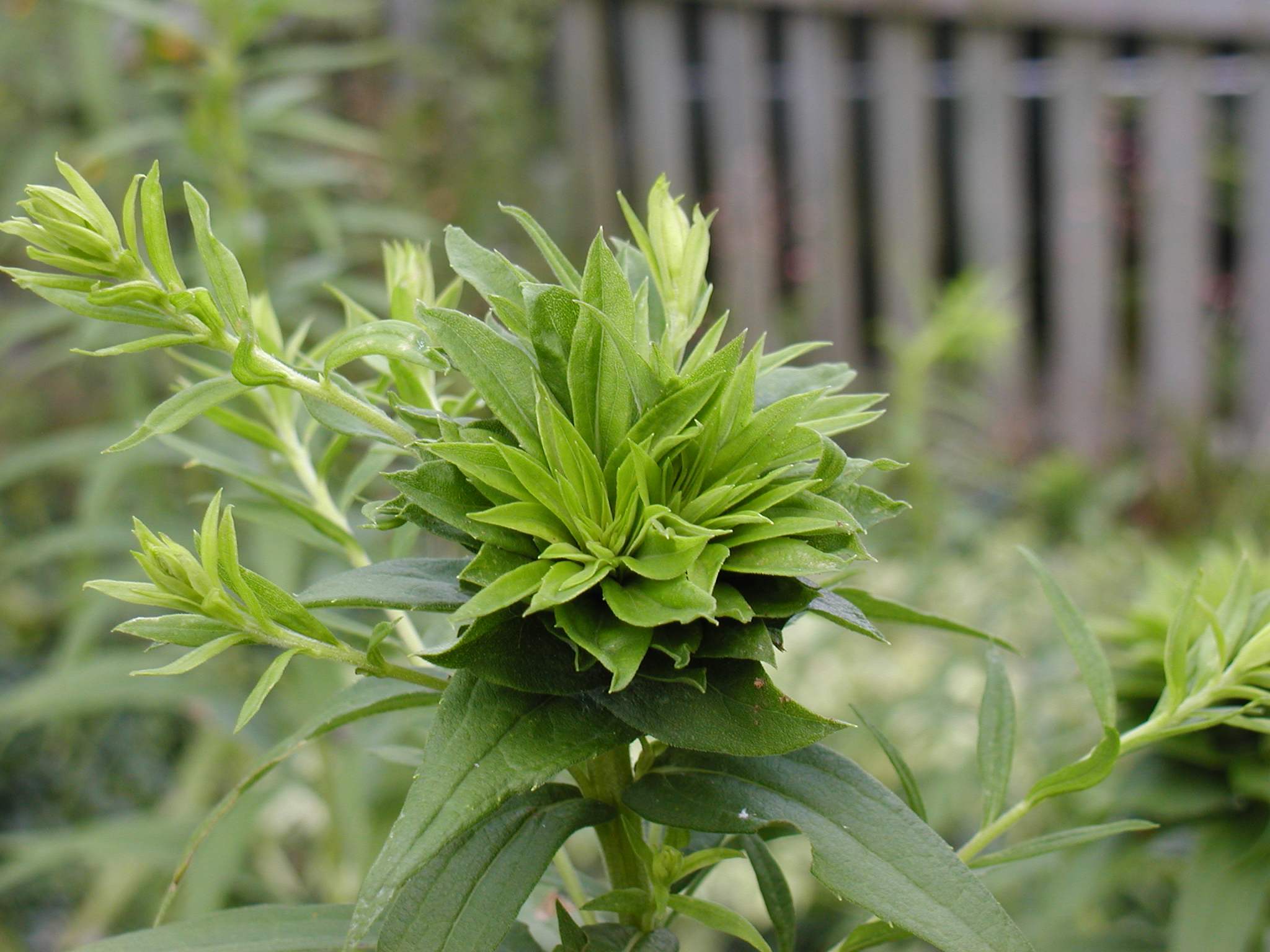
Phyllodie sur une verge d'or.

## Moyens de lutte
Le phytoplasme de la jaunisse de l'aster est un agent pathogène difficile à maîtriser.
Il n'existe aucun  moyen curatif pour lutter contre la jaunisse de l'aster.
Les plantes et adventices infectées doivent être détruites pour éliminer ce réservoir de phytoplasmes et limiter leur expansion. C'est la seule méthode applicable pour les jardiniers individuels.
Dans le milieu agricole, et dans le cas spécifique des carottes, on peut recourir à des méthodes de lutte contre les populations de cicadelles dans le but de maîtriser la diffusion de l'AYP.
Pour faciliter l'utilisation d'insecticides chimiques et déterminer les dates d'intervention, un index, l'Aster Yellows Index (AYI), a été établi aux États-Unis. Cet index est égal au pourcentage de la population de cicadelles porteur de AYP multiplié par le nombre de cicadelles présentes pour 100 contrôles.
Le nombre résultant de ce calcul peut déterminer quand appliquer les insecticides en se basant sur la sensibilité de la plante cultivée, ou de la variété, aux piqûres des cicadelles. 
Pour les cultures les plus sensibles, un index de 50 indique un besoin d'intervention, alors que pour des cultures moyennement sensibles ce niveau est de 75, et de 100 pour les cultures relativement résistantes aux symptômes économiquement dommageables.

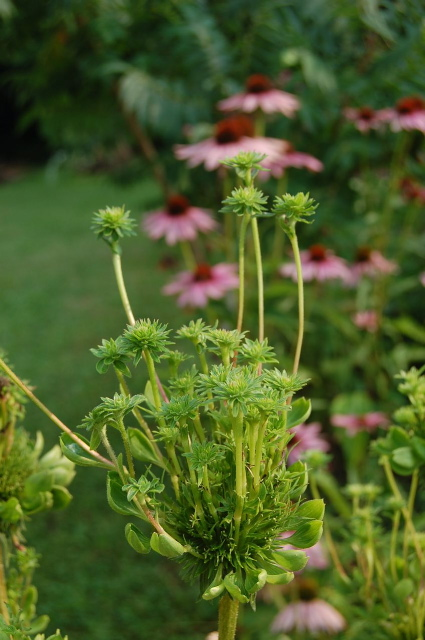
Phyllodie sur échinacée.

## Importance
Le phytoplasme de la jaunisse de l'aster est un agent phytopathogène qui a une grande importance économique dans les secteurs de l'agriculture et des pépinières.
Une baisse de 25 % du rendement des cultures de carottes est courante, les pertes pouvant atteindre 80 % à l'occasion.
L'infection des cultures de carottes par l'AYP se traduit par des symptômes qui rendent les carottes invendables.
Dans l'industrie de transformation, la présence de 15 % de carottes infectées par la jaunisse de l'aster entraîne le rejet des lots entiers du fait de leur goût désagréable.
La déformation des fleurs et des structures reproductives empêche la formation des graines.
Cela peut être un véritable problème dans les cultures destinées à la production de semences, ou de graines pour la consommation, telles que coriandre ou carvi.
Le rabougrissement des racines peut aussi entraîner des pertes dans les cultures de bisannuelles pendant l'hiver.
Des problèmes similaires se présentent aussi dans le secteur des pépinières.
Les acheteurs, particuliers ou paysagistes, n'acceptent pas d'acquérir des fleurs d'asters difformes et qui peuvent contaminer d'autres plantes avec l'AYP. 
De ce fait, il est important pour les pépiniéristes de surveiller leurs plantes pour éviter l'infection initiale par le phytoplasme. 
Les insecticides peuvent être employés pour limiter les attaques par les cicadelles, et les plantes infectées doivent être éliminées dès qu'elles sont repérées.